# Ciara Hanna
Pour les articles homonymes, voir Hanna.
Ciara Hanna, née le 20 janvier 1991 à Orange est une actrice et chanteuse américaine, elle a participé à la sitcom Power Rangers, Megaforce et Super Megaforce dans le rôle de Gia, la gardienne de la Terre, et Mega Ranger jaune.

## Biographie
Ciara Chantel Hanna a commencé dans le monde du divertissement à l'âge de 8 ans. Elle a voyagé dans le sud de la Californie en chantant avec un groupe de chanteurs locaux, qui se produisait dans des lieux tels que Berry Farm de Knott, le paquebot Royal Caribbean Cruise et Universal Studios. Elle a ensuite poursuivi sa carrière d'actrice et de mannequin à 10 ans. Elle a joué dans quelques pièces locales avant de décrocher son premier emploi professionnel dans une série de publicités à l'étranger pour le Royaume-Uni. Elle a également très bien réussi dans la modélisation pour des sociétés telles que Mattel, Robinsons May, California Halloween Costumes, Macy's et bien d'autres sur une base régulière. Elle a ensuite voulu consacrer son temps à l'école et aux amis lorsqu'elle est entrée dans l'adolescence.
Puis, à l’école secondaire, elle s’essaye au nouveau cycle 13 de la saison courte de Top Model USA (2003). Sur 70 000 filles, elle s'est classée parmi les 16 meilleures filles. Être devant les caméras a de nouveau ravivé son amour du divertissement. Depuis lors, elle a réalisé de nombreuses publicités télévisées, mettant en vedette des rôles, des vidéoclips et des films. Elle a décroché un rôle dans le feuilleton Amour, Gloire et Beauté (1987), dans lequel elle joue régulièrement un nouveau personnage appelé Summer.
Ciara joue un rôle dans All American Christmas Carol (2013) avec Taryn Manning. Ciara joue la fille de Taryn, Brandie. Ciara Hanna a également récemment auditionné avec plus de 2500 acteurs pour remporter le rôle de Gia, le Power Ranger Jaune, dans la toute nouvelle saison du 20e anniversaire de Power Rangers Megaforce (2013). Elle a été filmée en Nouvelle-Zélande et diffusée sur la chaîne Nickelodeon.
Bien que Ciara Hanna prenne plaisir à jouer son rôle en tant que Gia, elle n’a pas été, à l’instar de Cameron Jebo, entièrement satisfaite de l’avenir de Super Megaforce, car ils s’attendaient à plus de choses de la saison et de sa conclusion.
Elle aimait tellement jouer Gia qu'elle a répondu au tweet de MorphinLegacy qu'elle incarnerait l'homologue de Power Rangers de Raptor 283 de Uchuu Sentai Kyuranger pour refléter Mao Ichimichi dans les rôles de GokaiYellow et de Washi Pink.

## Filmographie

### Films
- 2012 : Camp Virginovich : Jesse, une pom pom girl
- 2012 : Project X : Ecstasy, une fille (non créditée)
- 2013 : All American Christmas Carol : Brandie (Direct to DVD)
- 2014 : Blood Lake: L’attaque des lamproies tueuses : Nicole Parker (téléfilm)
- 2015 : Pernicious, Alex (rôle principal)
- 2015 : It's Guys Night : Leslie  (court métrage)
- 2015 : Les Dessous de Melrose Place : Heather Locklear (téléfilm)
- 2015 : 210 Halloween Spook Stories : Mother Ghost (court métrage)
- 2016 : The Standoff : Christie
- 2017 : The Devil Came Near (titre original : Vagary) : Spike (actuellement en postproduction)
- 2017 : Limelight : Amber
- 2019 : La Vengeance du diable : Dana
- 2021 : Forever My Star : Madison Belle

### Télévision
| 2009      | America's Next Top Model (cycle 13) | elle-même (semi-finaliste)              |                                             |
| 2010      | Jonas L. A.                         | Hannah                                  | Épisode Boat Trip                           |
| 2010–2011 | Amour, Gloire et Beauté             | Summer/Forrester Model                  | 19 épisodes                                 |
| 2011      | The Protector                       | Marci Heller                            | Épisode Help                                |
| 2011      | Big Time Rush                       | Flirty Girl #1                          | Épisode Big Time Strike                     |
| 2012      | Revenge                             | Amy                                     | Épisode Infamy                              |
| 2012      | iCarly                              | Dana                                    | Épisode iGet Banned                         |
| 2013      | Power Rangers : Megaforce           | Gia Moran/Megaforce Yellow Ranger       | rôle principal (22 épisodes)                |
| 2014      | Power Rangers : Super Megaforce     | Gia Moran/Super Megaforce Yellow Ranger | rôle principal (20 épisodes)                |
| 2014      | Sam et Cat                          | Lexi                                    | Épisode SuperPsycho                         |
| 2014      | New Girl                            | Karli                                   | Épisode The Last Wedding                    |
| 2014      | Anger Management                    | Jade                                    | Épisode Charlie and Lacey Go For Broke      |
| 2016      | #ThisIsCollege                      | Karen                                   | 2 épisodes                                  |
| 2016      | Hawaii Five-0                       | Mia                                     | Épisode I'ike Ke Ao (For the World to Know) |
| 2016      | Hell's Kitchen                      | elle-même (dining room guest)           | Épisode Let the Catfights Begin             |

### Music video
| 2009 | Ayo Technology                        | Skyla        | L'amie de Skyla        |                                               |
| 2010 | Hey Baby, Here's That Song You Wanted | Blessthefall | La petite amie de Beau |                                               |
| 2011 | Nothing Without You                   | AiTan        | Bride                  |                                               |
| 2012 | Rock Baby Eye                         | AiTan        | Danseuse               |                                               |
| 2012 | Blood in My Eyes                      | Sum 41       | Jessica Kill           |                                               |
| 2014 | Jealous                               | Nick Jonas   | Girl dancing           | Elle a principalement dansé avec un homme âgé |
| 2015 | Cake by the Ocean                     | DNCE         |                        |                                               |
| 2016 | Stupid For You                        | Waterparks   | Girl in crowd          |                                               |
| 2017 | Do You Love Me                        | Jay Sean     |                        |                                               |